# Great White Throne
Der Great White Throne (Großer Weißer Thron) ist ein Berg im Zion-Nationalpark im US-Bundesstaat Utah. Es handelt sich um einen 2063 m hohen, hellen Felsenturm aus Navajo-Sandstein im Zion Canyon. Der Great White Throne dient häufig als Symbol für den Nationalpark und ist neben dem unmittelbar benachbarten Angels Landing einer der bekanntesten Berge des Canyon.
Der Berg ist aufgrund seiner Höhe von vielen Punkten des Parks aus sichtbar. Die Bezeichnung Great White Throne kommt vom Methodisten-Pfarrer Frederick Fisher aus Ogden in Utah, von dem außerdem die Namen für Angels Landing und die Three Patriarchs stammen. Fisher war 1916 von dem Felsen derart beeindruckt, dass er ihn mit Gottes Thron verglich.